# Sagaiguninini
Sagaiguninini (="people of the lake", ‘lake people’; Saghiganirini), jedna od izvornih bandi Algonquin Indijanaca, nastanjena 1640. jugozapadno od rijeke Ottawa u kanadskoj provinciji Ontario. Podaci o ovim bandama su oskudni. Teritorij što su ga naseljavali pripada velikim šumama i kulturi uporabe krplji za snijeg i kanua od brezove kore, te organizacijom po polunomadskim bandama lovaca i sakupljača. 
Peter Hessel koji ih u The AIgonkin Tribe naziva Sagaigunini, drži da bi lokalna skupina Sagnitaouigama mogla bit identična Sagaigunininima.